# 3805 Ґолдрайх
3805 Ґолдрайх (3805 Goldreich) — астероїд головного поясу, відкритий 28 лютого 1981 року.
Тіссеранів параметр щодо Юпітера — 3,319.